# Victor Poor
Victor Dale "Vic" Poor Mallory (12 de julio de 1933 - 17 de agosto de 2012) fue un ingeniero, cuyos diseños de hardware y software han llevado a muchas innovaciones. En Computer Terminal Corporation (más tarde rebautizada como Datapoint Corporation), cocreó la arquitectura que se llevó a cabo en última instancia, en el primer microprocesador de computadora exitoso, el Intel 8080. Posteriormente, el Computer Terminal Corporation creó el primer ordenador personal, el Datapoint 2200.

## Biografía
Victor Dale Poor nació en Los Ángeles, California, fue hijo de Pinckney Peyton Poor y Leona Lucille Mallory. Con una pasión por la radio, él construyó su propio transceptor de piezas recogidas desechadas, y se capacitó en Radio Amateur en 1951 (Señal: W6JSO).
Después de la secundaria, Poor se unió a la Marina de los Estados Unidos. Mientras asistía a su formación electrónica en la Base Naval de la Isla Treasure en 1952, conoció a su esposa, Florencia, en una iglesia de San Francisco. Al término de su formación la pareja se casó en noviembre de 1952, y fue asignado a la isla de Ford base naval de Pearl Harbor, Hawái.
Al salir de la marina en 1955, se unió al equipo tecnológico de telecomunicaciones en Stromberg Carlson en San Diego. Formado en la programación de computadoras, codificó su primer programa en 1956 para el Univac 1103. Reclutado por Raytheon, se mudó con su esposa a Massachusetts. Aunque Poor no asistía a la universidad, tomó clases de formación electrónica, tanto en la Armada y en Raytheon. Fue un estudiante rápido, pronto supo más que sus instructores y comenzó a dar clases a sí mismo.
Poor murió en la madrugada del 17 de agosto de 2012, en Palm Bay, Florida.